# Croix Macquerel
La croix Macquerel est située à Évran en France.

## Localisation
La croix est située sur la commune de Évran, avenue de la Mottay, dans le département des Côtes-d'Armor en région Bretagne.

## Historique
La croix est inscrite au titre des monuments historiques par arrêté du 12 octobre 1964.